# Мој тата је шкртица
Мој тата је шкртица (енгл. My Dad Is Scrooge) канадска је божићна фантастична породична комедија снимљена 2014. године у главним улогама са Брајаном Куком и Чарлсом Шонесијем и Бони Рајт и Џон Хедер са позајмљеним гласовима. Филм је адаптација новеле Божићна прича Чарлса Дикенса из 1843. године.

## Радња
Филм прати живот Оливера и његове млађе сестре Џун чији су родитељи тренутно раздвојени. Деца мало пре Божића проводе време са својим оцем бизнисменом. На путу кући, заустављају се на фарми Вудсли где власницима уручује обавештење о одузимању имовине. Оливер је згрожен јер су Вудслијеви њихове комшије и често су се играли са животињама на фарми које се одједном појављују у Оливеровој и Џуниној спаваћој соби где разговарају са њима. Оливер треба да им помогне и натера оца да им препусти фарму. Како би то остварили животиње желе да им помогну да њихов отац поново открије дух Божића, као у Божићној причи Чарлса Дикенса. Оливер је ентузијастичан и жели да започне прву фазу заједно са псом Кларком. Како би реализовали план траже бившег пословног партнера његовог оца који је толико уплашен псом који говори да је одмах спреман да сарађује. Њиховом оцу преноси поруку да ће га посетити три духа, тако да га посећују увече животиње које говоре. Иако није шокиран када види ламу како стоји у његовој соби прекривена чаршавом, импресиониран је када му покажу стари филм из детињства и присећа се како је тада много волео Божић. Цео следећи дан је под његовим утиском. Како би га духови поново посетили неопходно је да заспи, али он је преоптерећен обимним послом. Лама губи стрпљење и удара га главом, због чега се онесвести. Када се поново пробуди, зец који говори се појављује као „дух садашњости” . Кони му показује филм о Вудслијевима који се брину о болеснима и бескућницима. Под утицајем сна, схвата да бројеви нису пресудни и жели поново да погледа уговоре, али не жели да дође на дечију божићну представу у школи. Џун је веома тужна због тога, животиње хипнотишу њиховог оца који изненада види пса Кларка као „духа будућности” који жели да му покаже шта ће се десити ако се не промени, али овога пута схвата су му деца наместила. Убрзо проналази последњи филм који показује тугу његове деце што отац не проводи време са њима, тада схвата где је погрешио. Информише Вудслијеве да се њихова фарма неће продати на аукцији јер је регистрована као добротворна организација коју је он организовао. Уз помоћ своје ћерке, мири се са оцем и заједно славе Божић са животињама које говоре.

## Улоге
| Глумац        | Улога                 |
| ------------- | --------------------- |
| Брајан Кук    | Оливеров и Џунин отац |
| Кристијан Кер | Оливер                |
| Ева Грег      | Џун                   |
| Бони Рајт     | Кони (глас)           |
| Џон Хедер     | Рафи (глас)           |
| Џо Март       | Кларк (глас)          |
| Џеф Меј       | Пит (глас)            |
| Чарлс Шонеси  | Судија (глас)         |